# Selenia nigrobrunneata
Selenia nigrobrunneata är en fjärilsart som beskrevs av Smith 1950. Selenia nigrobrunneata ingår i släktet Selenia och familjen mätare. Inga underarter finns listade.